# Duniet

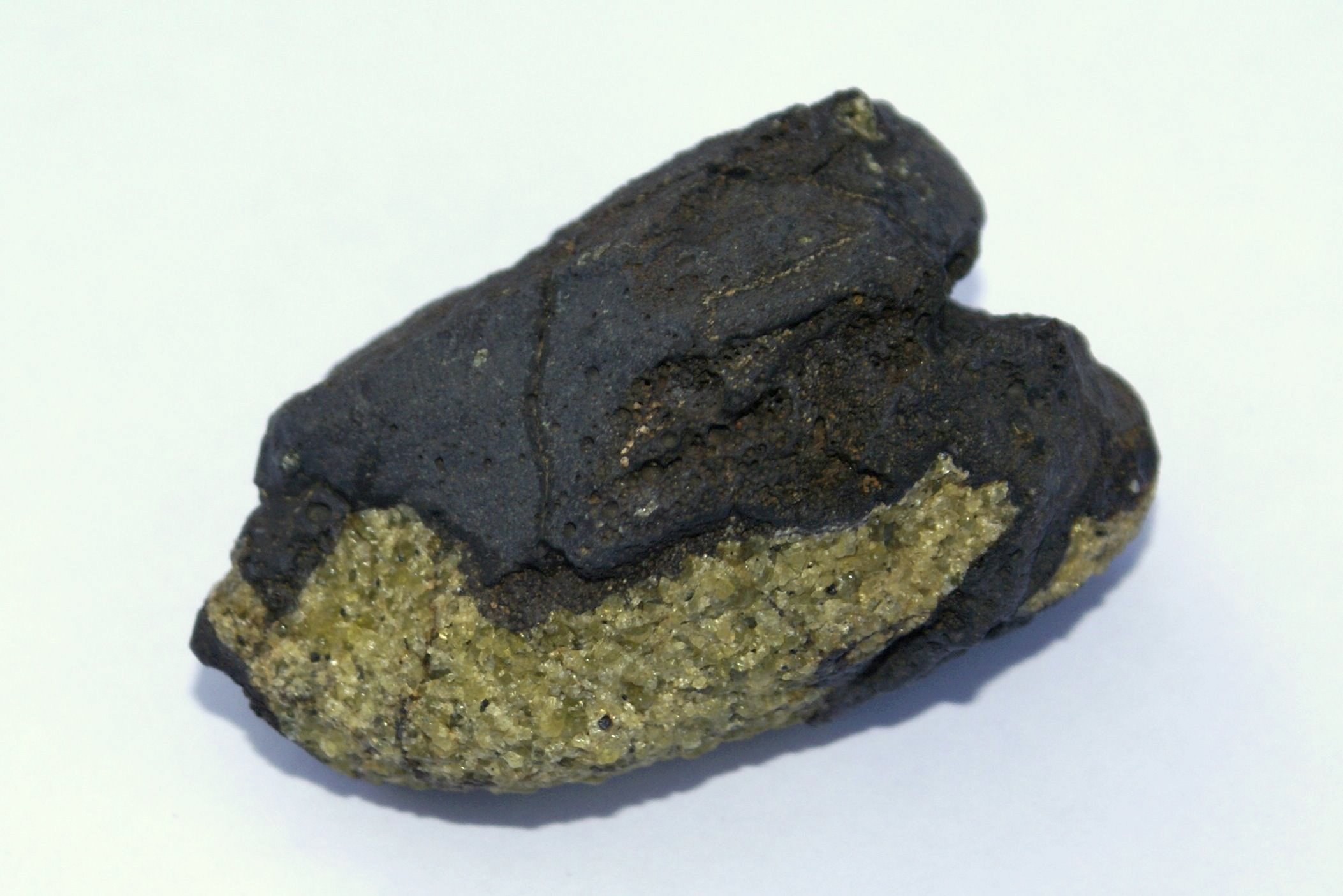
Kleine vulkanische bom van (zwarte) basaniet en (groene) duniet

Duniet is een type peridotiet, dat wil zeggen een ultramafisch dieptegesteente. Duniet bestaat voornamelijk (meer dan 90%) uit het mineraal olivijn. Het kan kleine hoeveelheden orthopyroxeen (enstatiet), clinopyroxeen (diopsiet), granaat (pyroop) of spinel bevatten. Als het gesteente minder dan 90% olivijn bevat, spreekt men niet meer van een duniet maar van een lherzoliet, harzburgiet of wehrliet.
De naam duniet werd voor het eerst gebruikt door de Oostenrijkse geoloog Ferdinand von Hochstetter in 1859. Hij noemde het gesteente naar Mount Dun in de buurt van Nelson op het Nieuw-Zeelandse Zuidereiland.
Peridotiet is een zeldzaam gesteente aan het oppervlak, maar vormt verreweg het belangrijkste bestanddeel van de aardmantel. Normaal gesproken heeft het de samenstelling van lherzoliet, maar door partieel smelten van lherzoliet kunnen andere vormen zoals duniet of harzburgiet ontstaan.